# Emilio Sáez Sánchez
Emilio Sáez Sánchez (Caravaca de la Cruz, Murcia, 5 de diciembre de 1917-Tordesillas Valladolid, 7 de mayo de 1988) fue un historiador y medievalista. Fue el director de la Institución Milá y Fontanals, entre 1974 y 1979, y el vicepresidente del CSIC, entre 1978 y 1980.

## Biografía
Hijo de Emilio Sáez López, procurador de los tribunales, y Encarnación Sánchez Caparrós, cursó las primeras letras y el bachillerato en el Colegio Cervantes de Caravaca. Comenzó los estudios de Filosofía y Letras en la Universidad de Murcia y acaba licenciándose en la Universidad Complutense de Madrid en 1940 y doctorándose en la misma universidad en 1948.
Durante la posguerra dio clases en la Academia Torres y fue profesor ayudante de la Facultad de Filosofía y Letras de Madrid en 1948. Durante 1950 colaboró con el Patronato Científico Menéndez Pelayo. Pronto se vincula al CSIC, primero como becario, y desde 1954 como colaborador científico, por oposición, participando en la "Escuela de Estudios Medievales" (EEM).
En 1958 se traslada a Barcelona para ocupar la cátedra de Historia Medieval que había ganado por oposición en la Universidad de Barcelona. Allí, creará un importante grupo de investigación en torno a su Cátedra y Seminario, con la fundación en 1962 del "Instituto de Historia Medieval de España" en la Universidad de Barcelona, que posteriormente acabaría convirtiéndose en Departamento de Historia Medieval. La tarea de jefe del Departamento de Estudios Medievales, integrado en la Institución Milá y Fontanals desde 1964, momento en que se constituyó, hasta 1979, la compaginó en ciertos momentos con su función de Secretario de la mencionada Institución Milán I Fontanals, desde 1968 hasta 1974, y entre 1974 a 1979 fue el director. También fue jefe de la Unidad estructural de Investigación del Instituto Jerónimo Zurita entre 1979 y 1985, y Vicepresidente del CSIC entre 1978 y 1980.
En 1978 retorna a Madrid como catedrático de Historia de España Medieval de la Universidad Complutense de Madrid. Poco después se reincorpora como colaborador científico en el CSIC, un lugar que ocupará hasta el final de sus días. Fue el jefe de la sección de Barcelona de la "Escuela de Estudios Medievales" (EEM) entre 1964 y 1968, director del Departamento de Estudios Medievales del CSIC en 1964, secretario fundador entre 1968 y 1974 y director entre 1974 y 1979 de la Institución Milá y Fontanals, y durante dos años, hasta 1980, también ejerció el cargo de vicepresidente del CSIC.

## Actividad académica y científica
Más allá de su actividad académica como profesor, fue también un destacado historiador y medievalista, además de paleógrafo.
Sáez fue también el creador, en 1964, y director de la que acabaría convirtiéndose en una de las revistas científicas de Historia Medieval más prestigiosas, en el ámbito nacional e internacional, el Anuario de Estudios Medievales y, también, en 1972, de la Miscelánea de Textos Medievales. Colaboró también en otras revistas como la ADHE, Hispania, Revista Portuguesa de Historia, La Ciudad de Dios, Al Ándalus, Arbor, Revista de Trabajo y Cuadernos de Estudios Gallegos; y fue el fundador de la editorial "El Albir". Desde su condición de editor y como destacado medievalista participa en multitud de congresos y reuniones científicas en todo el mundo, en Bucarest, Spoleto, Bari, Niza, Friburgo, Moscú, Prato, Roma, San Francisco, Oxford, París y Los Ángeles. En 1980 fue el principal impulsor de la Sociedad Española de Estudios Medievales.

## Publicaciones
- Los ascendientes de San Rosendo: notas para el estudio de la monarquía astur-leonesa durante los siglos IX y X (1948)
- El Fuero de Coria. Transcripción y fijación del texto (1949)
- Advocaciones religiosas en la Barcelona altomedieval. Siglos IX-XII (1976)
- Repertorio de Medievalismo Hispánico, 1955-1975 (3 vols.) (1976, 1978 i 1983)